# ヘンリク3世 (グウォグフ公)
ヘンリク3世（Henryk III głogowski, 1251年/1260年 - 1309年12月3日）は、グウォグフ公（在位：1274年 - 1309年）、ヴィエルコポルスカの一部地域の公（在位：1306年 - 1309年）。グウォグフ公コンラト1世の長男で、母はヴィエルコポルスカ公ヴワディスワフ・オドニツの娘サロメア。

## 生涯

### ヴロツワフ公と連携

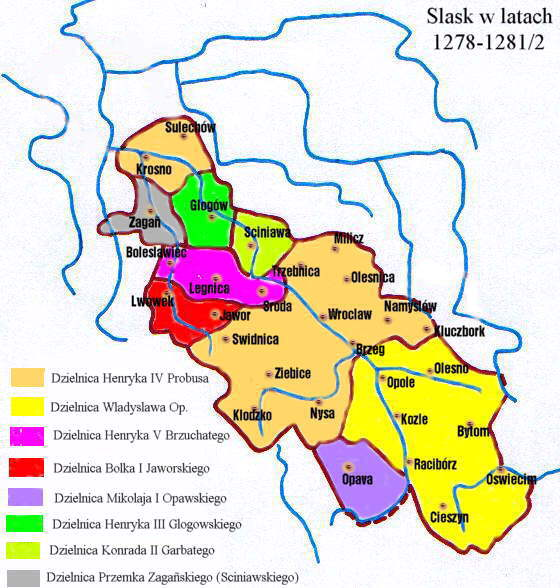
1278年から1281年にかけてのシロンスク、緑色がヘンリク3世の領土

ヘンリクの幼少期について知られていることはほとんどなく、1267年に曾祖母であるシロンスクのヤドヴィガの列聖式に参列しているのみである。1274年に父が死去した時、ヘンリク3世は未成年であった。
ヘンリク3世が初めて政治の場に参加したのは1277年、ヴィエルコポルスカ公プシェミスウ2世（母方の従兄）と共に、父方の伯父であるレグニツァ公ボレスワフ2世に対する軍事遠征を行った時である。この遠征は、ボレスワフ2世が甥でヘンリク3世の従兄に当たるヴロツワフ公ヘンリク4世（高潔公）から領土的譲歩を引き出すために、ローマ王（ドイツ王）ルドルフ1世と同盟してヘンリク4世を捕え、レグニツァ城に幽閉したことが原因で起きたものだった。ヘンリク3世とボヘミア王オタカル2世は囚われの身となった幼いヴロツワフ公を救出するため、シロンスク諸公の同盟軍を組織した。しかし、同盟軍は1277年4月24日のストレツの戦いで敗北した。レグニツァの軍勢の総大将はボレスワフ2世の長男ヘンリク5世であった。これが、ヘンリク3世とヘンリク5世の因縁の対決における最初の衝突となった。
1年後の1278年8月26日、ヘンリク3世は歴史的決戦であったマルヒフェルトの戦いに参加し、ボヘミア王オタカル2世の大敗と戦死に立ち会うことになった。同年、ヘンリク3世は弟達に領土を分割することを余儀なくされた。ヘンリク3世は公国内の主要都市であるグウォグフ、ビトム・オジャンスキ、コジュフフなどを保持し、すぐ下の弟コンラト2世はシチナヴァを、末弟プシェムコはジャガンとノヴォグルト・ボブジャンスキをそれぞれ領有した。
1281年、ヘンリク3世、レグニツァ公ヘンリク5世及びヴィエルコポルスカ公プシェミスウ2世は、ヴロツワフ公ヘンリク4世がソンドヴェルで主催した諸公会議に招かれた。ここでヘンリク4世は歓待の掟を破り、3人を逮捕した。ヘンリク4世は3人に対し、自分に忠誠を誓わせただけで解放した。この時何らかの目論見、あるいは相手からの脅迫があったのか、この出来事から数年間、ヘンリク3世は弟プシェムコと共にヘンリク4世と協力関係を持つようになり、ヘンリク4世とヴロツワフ司教トマシュ2世ザレンバとの争いでも、前者に加勢している。ヘンリク3世が教会との関係を修復したのは、ヘンリク4世が没した後だった。
ヘンリク3世とヘンリク4世との協力関係は1288年1月11日にクロスノ・オジャンスキェにおいて、ヘンリク3世がヘンリク4世の手で騎士叙任を受けたことにより明白なものとなり、1289年2月26日に弟プシェムコが死んだ時、両者の関係は臣従だと最もはっきりと示された。プシェムコの遺領シチナヴァ公国は、ヘンリク3世の抗議を全く受けることなくヘンリク4世の領土に併合されたからである。

### ヘンリク5世との戦い
しかし1年後の1290年6月23日、ヘンリク4世は32歳の若さで急死（毒殺されたとも）、この事件はその後のヘンリク3世の運命に甚大な影響を与えることになった。遺言により、子供の無いヘンリク4世はヘンリク3世を相続人に指名した。ところが、ヴロツワフの騎士と都市民は1か月後の7月中旬、新たな統治者ヘンリク3世を追い出した。代わりに反乱者は、自分たちの統治者にレグニツァ公ヘンリク5世を招いたのである。このヴロツワフにおける反乱の理由はよくわからないが、ヘンリク3世による過酷な統治が決定要因になったようである。何が起きたにせよ、ヘンリク3世はこの事態を受け入れることはなく、さっそくヘンリク5世に対して宣戦布告をした。

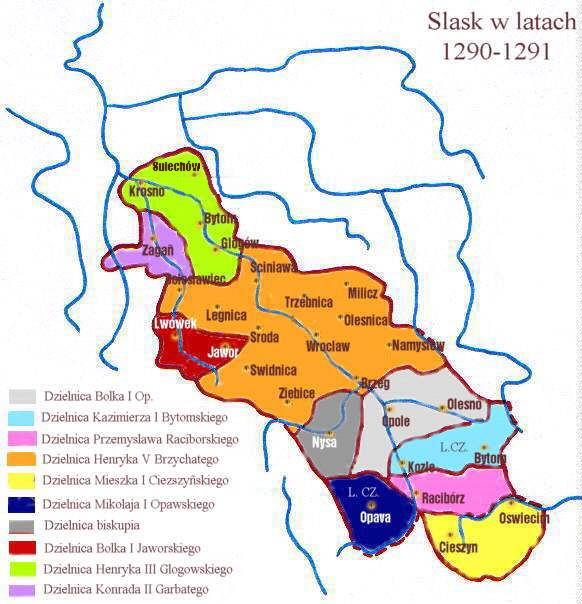
1290年から1291年にかけてのシロンスク、黄緑色がヘンリク3世の領土

ヘンリク3世はヴロツワフにおいて短期間ながら復権を実現させたものの、その後ヘンリク5世に敗北、係争中であったホイヌフ、ボレスワヴィエツ、ゴシチシュフ、ノヴォグロジェツ、シチナヴァ、ヴィンスコ、スィツフ、トシェブニツァ、ミリチュ及びソンドヴェルに対する要求を放棄せざるを得なかった。ただし、間もなくシチナヴァだけは回復した。
この戦争において、両者は素早く自分達を支援してくれる同盟者達を探し始めた。ヘンリク3世はヴェッティン家と同盟し、1291年3月にはブラウンシュヴァイク＝リューネブルク公アルブレヒト1世の娘メヒティルドと結婚して同盟を強化した。さらにブランデンブルク＝シュテンダル辺境伯オットー4世、ヴィエルコポルスカ公プシェミスウ2世もヘンリク3世の味方に就いた。特に後者とは、プシェミスウ2世がもし男子の相続人のないまま死んだ場合、ヘンリク3世がその領国を継承するという取り決めまで結んだ。一方、敵のヘンリク5世はボヘミア王ヴァーツラフ2世と同盟した。
全面戦争が起こると思われた矢先、1293年11月11日にヘンリク5世はルトカと言う人物に捕らえられ、ヘンリク3世に引き渡された。ヘンリク5世によるヴロツワフ統治はきわめて保守的なもので、貴族の中の一部党派と衝突、この反対派閥の1人であったパコスワフ・ズジェシツァは殺人罪で死刑を言い渡され、パコスワフの息子ルトカは父の仇を取ろうと機会を窺っていたからであった。ヘンリク3世はヘンリク5世を半年近くも鉄籠に入れて監禁、ヘンリク5世のヴロツワフ公位は認めたが、ナムィスウフ、ビェルトゥフ、オレシニツァ、クルチュボルフ、ブィチナ、ヴォウチン、オレスノ、ホイヌフ、ボレスワヴィエツ（ヘンリク4世の領土の約3分の1）の町とそれぞれに付属する要塞、合わせて3万グジヴナの銀も支払い、今後5年間は自分の行う全ての戦争に協力することを約束して、ヘンリク5世を解放した。ヘンリク5世はその後健康の回復しないまま5年後の1296年に死去、弟のヤヴォル公ボルコ1世が幼い子供達の摂政を務めた。

### ヴィエルコポルスカを巡る争い
1296年2月8日、前年にポーランド王として戴冠を終えたばかりだったヴィエルコポルスカ公プシェミスウ2世が暗殺された。ヴィエルコポルスカ＝グウォグフ間の同盟は1293年頃には既に崩壊しており、プシェミスウ2世はクヤヴィ公ヴワディスワフ1世（短躯公）に接近していた。このため、ヴィエルコポルスカの貴族達はポズナンにおいて、プシェミスウ2世の後継者にヴワディスワフ1世を推戴しようとした。ところが、ヘンリク3世は1290年にプシェミスウ2世と交わした約定は現在でも有効なままだと考えており、自分こそがプシェミスウ2世の唯一の相続人だと主張した（プシェミスウ2世は3度も結婚していたが、一人娘リクサを授かっただけであった）。
ヘンリク3世とヴワディスワフ1世は3月10日にクシヴィンでヴィエルコポルスカを巡る論争に決着をつけた。これにより、ヘンリク3世が領有するのはオブラ川以南の地域のみとされたのである。同時にヴワディスワフ1世はヘンリク3世の長男ヘンリク4世をポズナンにおける相続人とし、もし自分が男子を残さずに死んだ場合は、このヘンリク4世がヴィエルコポルスカ全域を相続することをも取り決めた。

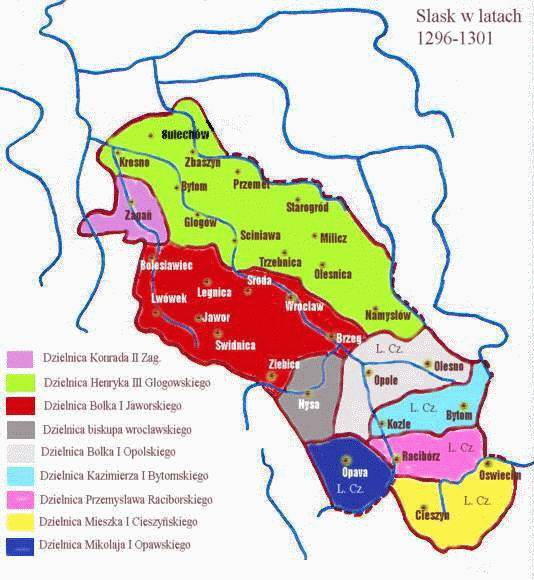
1296年から1301年にかけてのシロンスク、黄緑色がヘンリク3世の領土

1296年の約定締結において、ヘンリク3世がヴワディスワフ1世に対して大幅に譲歩したのには理由があった。既にこの時、ヤヴォル公ボルコ1世との紛争を始めていたのである。ヘンリク3世がクシヴィンに滞在していた時、ボルコ1世はホイヌフとボレスワヴィエツを奪取した。ボヘミア王ヴァーツラフ2世の調停により、1297年3月にズヴァノヴィツェにおいて両者は和解した。ヘンリク3世はボルコ1世との和約を遵守し続けたが、前述の2都市に関しては返還させた。
1290年代末、ヘンリク3世はボヘミア王ヴァーツラフ2世との関係を改善させていった（例えば、1297年にプラハで行われたヴァーツラフ2世の戴冠式にも出席している）。反対にヴワディスワフ1世との関係は時が経つにつれて悪化していき、戦争に発展したが、1298年6月にコシチャンでヴワディスワフ1世と新たな同盟を結んだ（これにはヴロツワフ司教アンジェイ・ザレンバを筆頭とするヴィエルコポルスカの貴族達が反対していた）。
この条約は、ヘンリク3世は教会の承認を受けるのを条件に、未来の「王国」の大法官として、ヴィエルコポルスカ、東ポモジェのグダニスク地域、及び将来ポーランド王冠領となる全ての地域を完全に平定するために、「国王」ヴワディスワフ1世に援助を約束する、というものであった。当時、ポーランド諸公同士の争いはボヘミア王ヴァーツラフ2世の勢力伸長にうまく利用されていた。1299年8月23日にクレンカの村で条約が結ばれ、ヘンリク3世はヴィエルコポルスカに対する要求権を永久に放棄する、と誓約した。
ヘンリク3世はボヘミア王ヴァーツラフ2世による干渉を受け入れたが、それは当時自らの領国においてヴロツワフ司教ヤン・ロムカとの争いに忙しかったためである。紛争の原因はジャガン公国の帰属をめぐる問題だった。ジャガンは以前、ヘンリク3世の弟コンラト2世が領有していたが、コンラト2世がイタリアのアクイレイア司教に選任されたため、1299年3月にヘンリク3世が接収した。しかしコンラト2世が司教職を離れてジャガンに帰国した後も、不在時に同地域を支配していたヘンリク3世は弟に公国を返そうとはしなかった。家臣たちや教会の介入があった後も、ヘンリク3世はコンラト2世に公国返還を拒んだため、ここにきて司教ヤン・ロムカはヘンリク3世を破門し、コンラト2世への支持を表明した。両者の紛争は1300年4月24日にようやく終結し、司教側の勝利が確定して、コンラト2世はジャガン公に返り咲いた。
一方、1299年の条約にもかかわらず、ヘンリク3世はヴィエルコポルスカ地方に対する相続要求を取り下げる意思がなかった。1301年に「ポーランド王国の相続者、シロンスク、グウォグフ、ポズナンの公（dziedzic Królestwa Polskiego, książę Śląska, pan Głogowa i Poznania）」という称号を名乗ったからである。こうした野心は、ボヘミア王であり、今やポーランド王をも兼ねていたヴァーツラフ2世との軍事衝突につながっていった。ヘンリク3世を巡る身の危険は1301年、ヤヴォル公ボルコ1世が死ぬと同時に、ヴァーツラフ2世がレグニツァ公ヘンリク5世の遺児達の新たな後見人となったときに最も高まった。この微妙な緊張状態の中にもかかわらず戦争は勃発しなかったが、それはヴァーツラフ2世が息子ヴァーツラフ3世にハンガリー王位を確保することに集中していたためであった。
1305年にヴァーツラフ2世が急死し、ヴァーツラフ3世も翌1306年に毒殺、プシェミスル朝が断絶したことで、ヘンリク3世のヴィエルコポルスカ支配は実現に近づいた。また、1304年10月11日にコンラト2世が亡くなると同時に、ヘンリク3世は何の妨害もなくジャガン公国を取り戻し、グウォグフ公国を分割以前の状態に再統一出来たことも野心を後押しすることにつながった。
1306年の春、ヘンリク3世はついにヴィエルコポルスカ＝クヤヴィの境目（コニン）とグダニスク（ポモジェ東部）まで進軍し、ヴワディスワフ1世を退却させた。カリシュはヘンリク3世の支配に抵抗したが、ヘンリク3世はこの地を支配していたレグニツァ公ボレスワフ3世（ヘンリク5世の長男かつヴァーツラフ2世の婿で、ヴァーツラフ2世の後継者を称していた）を追い出して1307年にはカリシュを掌握した。こうして、ヴィエルコポルスカ全域がヘンリク3世の支配下に置かれた。間もなく、ヘンリク3世はボヘミアの新国王インジフと同盟し、共同してボレスワフ3世の野心に対抗することを約束した。

### 内政
国内政策において、ヘンリク3世は自身が恒常的に起こしていた戦争に自らの領国を巻き込むことはせず、この賢明な選択のおかげで公国は経済的にも順調に発展、主都グウォグフは名声と富の集中する有力都市となった。また、ヘンリク3世は行財政改革を導入し、改革は都市民のみならず宮廷や貴族達にも影響が及んだ。さらに10以上の都市を建設している（グラ、ヴォンソシュ、ポルコヴィツェ、トファルドグラ、スレフフ、ジェロナ・グラ、ルビン、プシェメント及びコシチャン）。教会との関係でも、ヘンリク3世は気前のよい後援者であり続けた。治世中、彼はいくつかの修道院と教区教会を築いている。
また、多くの職人（芸術家）を保護して、こうした職人達にヘンリク4世、ボレスワフ1世（長身公）、グウォグフのコレギアタ（聖堂参事会の管理する教会）に葬られていた両親や弟達、ポズナン聖堂に埋葬されたプシェミスウ2世らの墓石を作らせている。
1309年12月9日に死去、ルビョンシュにあるシトー会の教会に葬られた。彼の5人の息子達、ヘンリク4世、コンラト1世、ボレスワフ、ヤン、プシェムコ2世は父の遺領を分割して相続したが、これはグウォグフ公国の弱体化に繋がり、地元貴族の反乱とヴワディスワフ1世の逆襲で、1314年までにヴィエルコポルスカは再びヴワディスワフ1世の支配下に入った。

## 子女
1291年3月、ヘンリク3世はブラウンシュヴァイク＝リューネブルク公アルブレヒト1世の娘メヒティルドと結婚し、9人の子供をもうけた。
1. ヘンリク4世（1292年頃 - 1342年1月22日）
2. コンラト1世（1294年頃 - 1366年12月22日）
3. ボレスワフ（1295年頃 - 1321年4月23日以前）
4. アグニェシュカ（1296年頃 - 1361年12月25日） - 1309年にバイエルン公オットー3世と結婚、1329年にハルス伯アルラムと再婚
5. サロメア（1297年頃 - 1309年12月9日以前）
6. ヤン（1298年頃 - 1365年5月19日）
7. カタジナ（1300年頃 - 1323/26年12月5日） - 1317年以前にブランデンブルク＝ザルツヴェーデル辺境伯ヨハン5世と結婚、1319年にホルシュタイン＝プレン伯ヨハン3世と再婚
8. プシェムコ2世（1305年頃 - 1331年1月11日）
9. ヤドヴィガ（1308年頃 - 1309年以前）

遺言により、ヘンリク3世はグウォグフを妻の終身の寡婦領とした。